# ناحیه یونیون، شهرستان افینگهام، ایلینوی
ناحیه یونیون، شهرستان افینگهام، ایلینوی (به انگلیسی: Union Township) یک منطقهٔ مسکونی در ایالات متحده آمریکا است که در شهرستان افینگهام، ایلینوی واقع شده‌است. ناحیه یونیون ۷۴۲ نفر جمعیت دارد و ۱۴۹ متر بالاتر از سطح دریا واقع شده‌است.